# ديفيد كونينغهام (منتج أسطوانات)
ديفيد كونينغهام (بالإنجليزية: David Cunningham)‏ هو منتج أسطوانات وملحن بريطاني، ولد في 20 ديسمبر 1954 في أرماه في المملكة المتحدة.

## وصلات خارجية
- ديفيد كونينغهام على موقع IMDb (الإنجليزية)
- ديفيد كونينغهام على موقع ميوزك برينز (الإنجليزية)
- ديفيد كونينغهام على موقع إن إن دي بي (الإنجليزية)
- ديفيد كونينغهام على موقع ديسكوغز (الإنجليزية)
- ديفيد كونينغهام على موقع قاعدة بيانات الفيلم (الإنجليزية)